# 普費菲孔
普费菲孔（德語：Pfäffikon）是瑞士联邦苏黎世州普费菲孔区的首府和市镇。该市镇面积为19.55平方千米，海拔高度547米，2018年12月31日人口数为11,931。

## 外部連結
- 普费菲孔官方网站 （页面存档备份，存于） （德文）